# Vieroogkikker
De vieroogkikker (Physalaemus nattereri) is een kikker uit de familie fluitkikkers (Leptodactylidae) en de onderfamilie Leiuperinae. Het was lange tijd de enige soort uit het monotypische geslacht Eupemphix.
De soort werd voor het eerst wetenschappelijk beschreven door Franz Steindachner in 1863. Later werd de kikker beschreven onder andere namen, zoals Eupemphix marmoratus en Paludicola edentula.

## Uiterlijke kenmerken
De kikker bereikt een lichaamslengte tot ongeveer drie tot vier centimeter. De lichaamskleur is bruin met donkere vlekken en dwarsstrepen op de poten. Het lichaam is gedrongen, de poten zijn kort. Heel opvallend zijn de zwarte, wit-omrande oogvlekken boven de achterpoten.

## Levenswijze
Bij verstoring blaast de kikker zich vol met lucht en duwt het achterlijf omhoog, zodat de grote zwarte oogvlekken aan de achterzijde duidelijk zichtbaar zijn. Ook wordt een onsmakelijke substantie afgescheiden uit klieren in de liesstreek. Het is een terrestrische soort die op de bodem leeft en niet klimt.
Vieroogkikkers planten zich voort na een zware regenbui. De eieren worden afgezet in het water.

## Verspreiding en leefgebied
De kikker leeft in het oostelijke deel van Zuid-Amerika in tropische regenwouden en graslanden van Brazilië, Paraguay en Bolivia.